# Tupaia de cua vermella
La tupaia de cua vermella (Tupaia splendidula) és una espècie de tupaia de la família dels tupàids. És endèmica d'Indonèsia.